# Rejon sołncewski (obwód kurski)
Rejon sołncewski (ros. Солнцевский район) – jednostka administracyjna wchodząca w skład obwodu kurskiego w Rosji.
Centrum administracyjnym rejonu jest osiedle typu miejskiego Sołncewo.

## Geografia
Powierzchnia rejonu wynosi 1051,77 km².
Graniczy z rejonami: miedwieńskim, kurskim, manturowskim, szczigrowskim, timskim, pristieńskim.
Główne rzeki to: Sejm, Sejmica, Leszczinka, Donieckaja, Iwica, Chan.

## Historia
Rejon powstał w roku 1928, a w 1934 wszedł w skład obwodu kurskiego.

## Demografia
W 2018 rejon zamieszkiwało 13 379 mieszkańców, z czego 3923 na terenach miejskich.

## Miejscowości
W skład rejonu wchodzi: 1 osiedle typu miejskiego, 16 sielsowietów i 93 wiejskie miejscowości.